# خوسيه كاردوزو
خوسيه ساتورنينو كاردوزو أوتازو (بالإسبانية: José Saturnino Cardozo)‏ (مواليد 19 مارس 1971 في نويفا إيطاليا) لاعب كرة قدم باراغواياني دولي معتزل كان يجيد اللعب في خط الهجوم .

## روابط خارجية
- خوسيه كاردوزو على موقع الاتحاد الدولي (مؤرشف)  (الإنجليزية)
- خوسيه كاردوزو على موقع قاعدة بيانات كرة القدم.إي يو (الإنجليزية)
- خوسيه كاردوزو على موقع ناشيونال فوتبول تيمز (الإنجليزية)
- خوسيه كاردوزو على موقع اللجنة الأولمبية الدولية (الإنجليزية)
- خوسيه كاردوزو على موقع أوليمبيديا (الإنجليزية)